# Projekt 21180
Projekt 21180 je lodní třída ledoborců ruského námořnictva. Prototypový ledoborec Ilja Muromec byl do služby přijat roku 2017. Zařazen byl k Severnímu loďstvu. Stal se prvním ledoborcem postaveným pro ruské námořnictvo za posledních 40 let. Mezi hlavní úkoly plavidla patří podpora ruských základen v Arktidě a doprovod pravidel ledem silným až 80 cm. Sekundárně může sloužit i jako remorkér, nebo hlídková loď. Původně byla plánována stavba až čtyř jednotek této třídy. Nakonec však Ilja Muromec zůstal jediný a přednost dostaly menší a levnější ledoborce odvozeného projektu 21180M.

## Stavba
Ledoborec Ilja Muromec postavila ruská loděnice JSC Admiraltějskije Verfi v Petrohradu. Stavba byla zahájena 23. dubna 2015. Plavidlo bylo na vodu spuštěno 11. června 2016. Ledoborec byl do služby přijat 30. listopadu 2017.

## Konstrukce

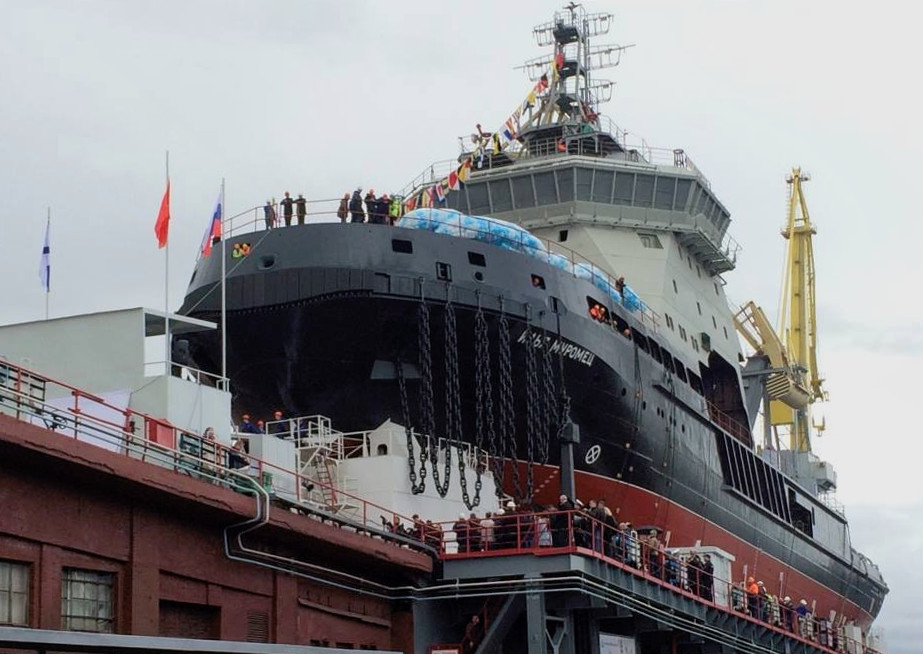
Ilja Muromec

Ledoborec může plout ledem silným až 80 cm. Posádku tvoří 32 osob, přičemž na palubě může být přepravováno dalších až 50 osob. Na přídi se nachází přistávací plocha pro vrtulník a na zádi paluba pro manipulaci s nákladem a specializovaným vybavením. Pohonný systém tvoří čtyři dieselové generátory, každý o výkonu 2600 kW, dva dieselové generátory s výkonem po 300 kW a jeden o výkonu 150 kW, dále dva elektromotory s výkonem po 4760 hp. Elektřina pohání dva pody. Nejvyšší rychlost dosahuje 15 uzlů. Dosah je 12 000 námořních mil.